# ساغاتا
ساغاتا (به لاتین: Saghata) یک منطقهٔ مسکونی در بنگلادش است که در ناحیه گایبنده واقع شده‌است. ساغاتا ۲۲۵٫۶۷ کیلومتر مربع مساحت و ۲۳۲٬۱۱۸ نفر جمعیت دارد.